# José Bahamontes
José Bahamontes y Agudo (fl. 1866) fue un pintor español.

## Biografía

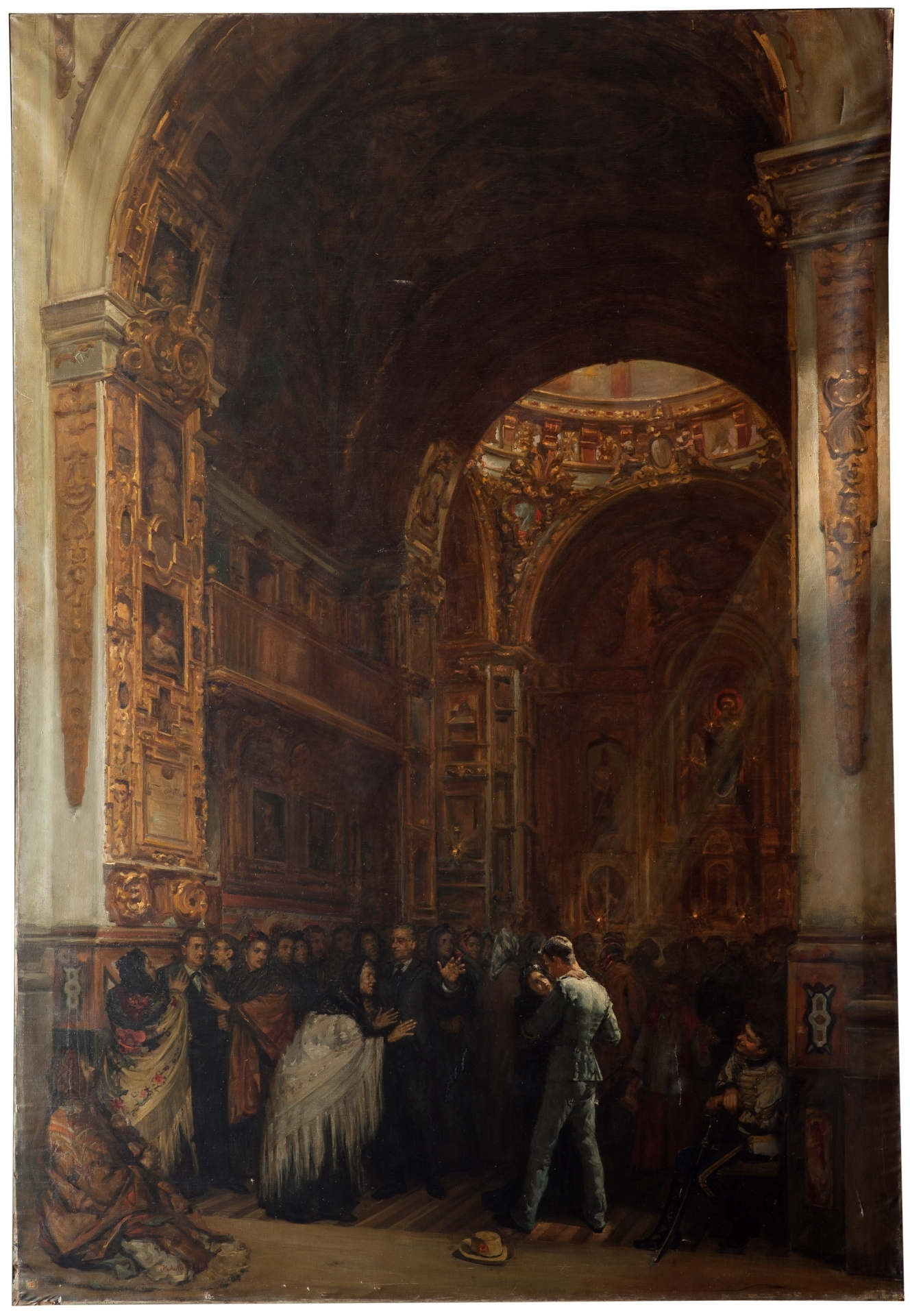
Interior de la capilla del Buen Consejo de San Isidro el Real. ¡No hay boda!, óleo sobre lienzo, 301 x 204 cm.Madrid, Museo del Prado. Depositado en otra institución

Natural de Madrid, fue discípulo de la Escuela Superior de Pintura, dependiente de la Real Academia de Bellas Artes de San Fernando. En la Exposición Nacional de Bellas Artes celebrada en la capital en 1866, presentó Un estudio. Cuatro años después, en 1870, en una exposición auspiciada por el Círculo de Bellas Artes, presentó Una florera y Un vendedor de periódicos.
Habría estado activo hasta por lo menos el año 1904.